# Понтерото (Фиренца)
Понтерото је насеље у Италији у округу Фиренца, региону Тоскана.
Према процени из 2011. у насељу је живело 101 становника. Насеље се налази на надморској висини од 27 м.